# Závod (Tolna)
Závod es un pueblo ubicado en el distrito de Bonyhád, en el condado de Tolna, Hungría.

## Superficie
Posee una superficie de 12,91 kilómetros cuadrados.

## Demografía
Hasta 2019 la población era de 266 habitantes, con una densidad de población de 20,60 habitantes por kilómetro cuadrado.